# Glochidion comitum
Glochidion comitum är en emblikaväxtart som beskrevs av Jacques Florence. Glochidion comitum ingår i släktet Glochidion och familjen emblikaväxter. IUCN kategoriserar arten globalt som starkt hotad.
Artens utbredningsområde är Pitcairnöarna. Inga underarter finns listade i Catalogue of Life.